# 名古屋市立福田小学校
名古屋市立福田小学校（なごやしりつ ふくたしょうがっこう）は、愛知県名古屋市港区七反野一丁目にある公立小学校。

## 概要
- 小賀須一丁目、小賀須二丁目、小賀須三丁目、小賀須四丁目、七反野一丁目、七反野二丁目、船頭場一丁目、船頭場二丁目、船頭場三丁目、船頭場四丁目、船頭場五丁目、知多一丁目、知多二丁目、知多三丁目、八百島一丁目、八百島二丁目の一部、福田一丁目、福田二丁目などが通学区域であり、公立中学校の進学先は名古屋市立南陽中学校である[1]。

## 沿革
出典
- 1981年（昭和56年）
  - 4月 - 名古屋市立福田小学校として独立し、開校する。
  - 9月 - 校章選定。
  - 10月 - 校歌選定。
  - 11月 - 開校記念式典挙行。
- 1983年（昭和58年）4月 - さくら学級入級式挙行。
- 1986年（昭和61年）
  - 3月 - クラブハウス設置。
  - 4月 - ひまわり学級入級式挙行。
- 1988年（昭和63年）3月 - 福田サーキット完成。
- 1989年（平成元年）
  - 2月 - コンビネーション遊具、時計塔完成。
  - 9月 - 東門付近拡張整備。
  - 12月 - 第二視聴覚室設置（コンピュータ12台）。
- 1990年（平成2年）
  - 8月 - きん舎完成。
  - 11月 - 開校10周年式典挙行。
- 1991年（平成3年）7月 - 分校安全祈願祭。開校10周年記念。
- 1992年（平成4年）4月 - 分校が開校。
- 1994年（平成6年）
  - 3月 - 分校の多目的室完成。
  - 4月 - 歩道橋設置。
- 1997年（平成9年）4月 - たんぽぽ学級設置。
- 1998年（平成10年）10月 - 分校開校（校門）。
- 1999年（平成11年）3月 - スロープ・手すり・洋式トイレ設置。コンピュータ切り替え。
- 2000年（平成12年）10月 - 開校20周年式典挙行。
- 2003年（平成15年）9月 - 体育館棟耐震工事及び大規模改修工事実施。
- 2004年（平成16年）
  - 3月 - プレイルーム整備。
  - 6月 - 普通教室に扇風機を各4台設置（西校舎4階）。同月、トワイライトスクール開設。
- 2005年（平成17年）
  - 3月 - 正門と東門に防犯カメラ設置。同月、コンピュータ室のコンピュータ更新（21台）。
  - 6月 - 普通教室に扇風機を各4台設置（東校舎）。
  - 7月 - プレハブ校舎（普通教室8室・職員室・調理場）設置。
  - 9月 - 西校舎と調理場の耐震工事及び大規模改修工事実施。
- 2006年（平成18年）6月 - 普通教室に扇風機を各4台設置（西校舎2階・3階）。
- 2007年（平成19年）
  - 3月 - 東校舎照明器具取りかえ。
  - 7月 - 運動場スピーカー増設。同月、給食通用門に防犯カメラ設置。
  - 10月 - 体育館暗幕取り替えし、どん帳を修理。
- 2008年（平成20年）
  - 4月 - 分校が名古屋市立福春小学校として独立する。
  - 7月 - 運動場整備工事。
- 2010年（平成22年）7月 - 環境配慮型大規模改修（東校舎）。
- 2011年（平成23年）11月 - 開校30周年式典挙行。
- 2012年（平成24年）8月 - 地デジ対応テレビ設置工事。
- 2014年（平成26年）11月 - 津波避難ビル案内看板設置。
- 2015年（平成27年）
  - 2月 - 北校舎外壁補修工事。
  - 3月 - 太陽光発電設備設置工事。
  - 8月 - 普通教室冷房工事。
- 2020年（令和2年）
  - 3月2日 - 新型コロナウイルス感染拡大防止のため、この日から3月24日まで臨時休業。
  - 4月8日 - 新型コロナウイルス感染拡大防止のため、この日から5月31日まで臨時休業。
  - 4月 - 学校給食調理業務の民間委託開始。
  - 9月 - 新たな運動・文化活動開始。
  - 10月 - 開校40周年記念航空写真撮影。
- 2021年（令和3年）7月 - 運動場複合遊具老朽化に伴い撤去。

## 交通アクセス
- 三重交通名古屋南陽線「八百島」バス停より徒歩約5分。
- 名古屋市営バス【高畑14号系統】、【春田11号系統】、【南陽巡回系統】「八百島」バス停より徒歩5分。
- 名古屋市営バス【幹神宮1系統】、【高畑16号系統】、【東海12号系統】、【春田11号系統】、【南陽巡回系統】「七反野」バス停より徒歩約6分。

## 周辺施設
- 名古屋市立南陽中学校
- 名古屋市立福春小学校
- 福田公園
- 戸田川緑地